# Gino Smits
Gino Smits (Roermond, 3 juli 1964) is een Nederlandse handbalcoach en voormalig handballer.

## Biografie
Als speler was hij actief bij Heldia, BEVO en V&L en speelde in totaal 23 interlands voor het nationaal team. In 1994 nam hij afscheid als speler van V&L en daarmee ook als actief handbalspeler. Hierna was hij als coach actief bij onder andere V&L, Sittardia, Stolberger SV en de dames van HandbaL Venlo. Ook was hij coach van de Nederlandse Juniors en Youth teams, die uitkwamen op verschillende WK voor onder-19 en onder-21 voor mannen en onder-18 en onder-20 voor vrouwen.
Na het vertrek van Norman Rentsch bij Borussia Dortmund in augustus 2018 ging Smits aan de slag als interim-hoofdtrainer bij de Duitse club. Hij was al sinds begin van het seizoen 2018-2019 manager van de academie van de club.
Per 1 september 2020 volgde Smits Maik Nowak op als bondscoach van het Dames Onder 18 team in Duitsland.

## Privé
Gino Smits is vader van Jorn Smits, Inger Smits en Kay Smits.
1. Björn Alberts ·
2.  Jörg Bohrmann ·
3. Sven Coonen ·
4. Harold Nüsser ·
5. Zef Hamers ·
7. Stan Backus ·
8.  Erik Smeijers ·
9. Joost van der Zander ·
10.  Edmundas Zakarauszas ·
11. Marcel van Mulken ·
12.  Lars Bertels ·
13. Harm Kicken ·
14. Jasper van Yperen ·
15. Gerben Dijksta ·
16. Max Norbart ·
17. Arjan Olsen ·
Coach: Gino Smits
1. Roy Jespers ·
2. Martijn Kunnen ·
3. Sven Coonen ·
4. Harold Nüsser ·
5. Barry Vereijssen ·
6. Aldo Nijboer ·
7. Rutger Sanders ·
8. Simon van Dommelen ·
9. Stan Backus ·
10.  Claus Mogensen ·
11. Marcel van Mulken ·
12.  Lars Bertels ·
13. Harm Kicken ·
14. Maik Onink ·
15. Zef Hamers ·
16. Max Norbart ·
17. Claus Maul ·
Coach: Gino Smits
· Assistent-coach: Wiel Mayntz
Stan Backus ·
Malik Besirevic ·
Christian Bruns ·
Sven Coonen ·
Simon van Dommelen ·
Robin Gielen ·
Jeroen de Groot ·
Jeroen Hofman ·
Roy Jespers ·
Harm Kicken ·
Bart Krijintjes ·
Martijn Kunnen ·
Aldo Nijboer ·
Max Norbart ·
Harold Nüsser ·
Lars Reijnders ·
Berry Rekmans ·
Martijn Rietbroek ·
Rutger Sanders ·
Jork Schellings ·
Lambert Schuurs ·
Eugenius Smits ·
Marcel van Mulken ·
Barry Vereijssen ·
Ruud Wouters ·
Joost van der Zander ·
Coach: Gino Smits
Stan Backus ·
Malik Besirevic ·
Christian Bruns ·
Sven Coonen ·
Simon van Dommelen ·
Robin Gielen ·
Jeroen de Groot ·
Jeroen Hofman ·
Roy Jespers ·
Harm Kicken ·
Martijn Kunnen ·
Andy Latoeperissa ·
Harold Nüsser ·
Martijn Rietbroek ·
Rutger Sanders ·
Jork Schellings ·
Lambert Schuurs ·
Barry Vereijssen ·
Ruud Wouters ·
Coach: Gino Smits
Theo Boers ·
Mark Boers ·
Han von den Hoff ·
Gert Klinkers ·
Paul Kikken ·
Wil Jacobs ·
Eddy Roumen ·
Gino Smits ·
Gerrit Stavast ·
Peter Thissen ·
Claus Veerman ·
Aschwin Versteegden ·
Bart Wanders ·
Hans Wiltenburg ·
Coach: Pim Rietbroek
1. Marc Boers ·
2. Paul Kikken ·
3. Aschwin Versteegden ·
4. Cor Vincent ·
5. Han Vondenhoff ·
6. Bart Wanders ·
7. Claus Veerman ·
8. Gino Smits ·
9. Jan Willem Hamers ·
10. Ed Rouman ·
11. Gert Klinkers ·
12. Theo Broers ·
14. Stefan Hooghiem ·
16. Evert Hoiting ·
Coach: Pim Rietbroek
1. Jan de Lange ·
2. Paul Kikken ·
3. Aschwin Versteegden ·
4. Cor Vincent ·
6. Bart Wanders ·
7. Wil Jacobs ·
8. Gino Smits ·
9. Jan-Willem Hamers ·
10. Ed Roumen ·
11. René Nijsten ·
12. Evert Hoiting ·
14. Edwin Bannink ·
16. Theo Bours ·
Coach: Gabrie Rietbroek
Paul Beelen ·
Jan Willem Daemen ·
Mark van den Hoff ·
Jan de Lange ·
Paul Lenssen ·
Paul Kikken ·
Jan van Merwijk ·
René Nijsten ·
Eddy Roumen ·
Wien Schmeitz ·
Gino Smits ·
Cor Vincent ·
René Vossen ·
Bart Wanders ·
Hans Wiltenburg ·
Coach: Gabrie Rietbroek
Paul Beelen ·
Henny Cramers ·
Jan Willem Daemen ·
Mark van den Hoff ·
Jan de Lange ·
Paul Lenssen ·
Paul Kikken ·
Rene Kivit ·
Jan van Merwijk ·
René Nijsten ·
Eddy Roumen ·
Gino Smits ·
Cor Vincent ·
René Vossen ·
Maarten Vos ·
Bart Wanders ·
Mark Willems ·
Coach: Gabrie Rietbroek